# 費爾莫伊峰

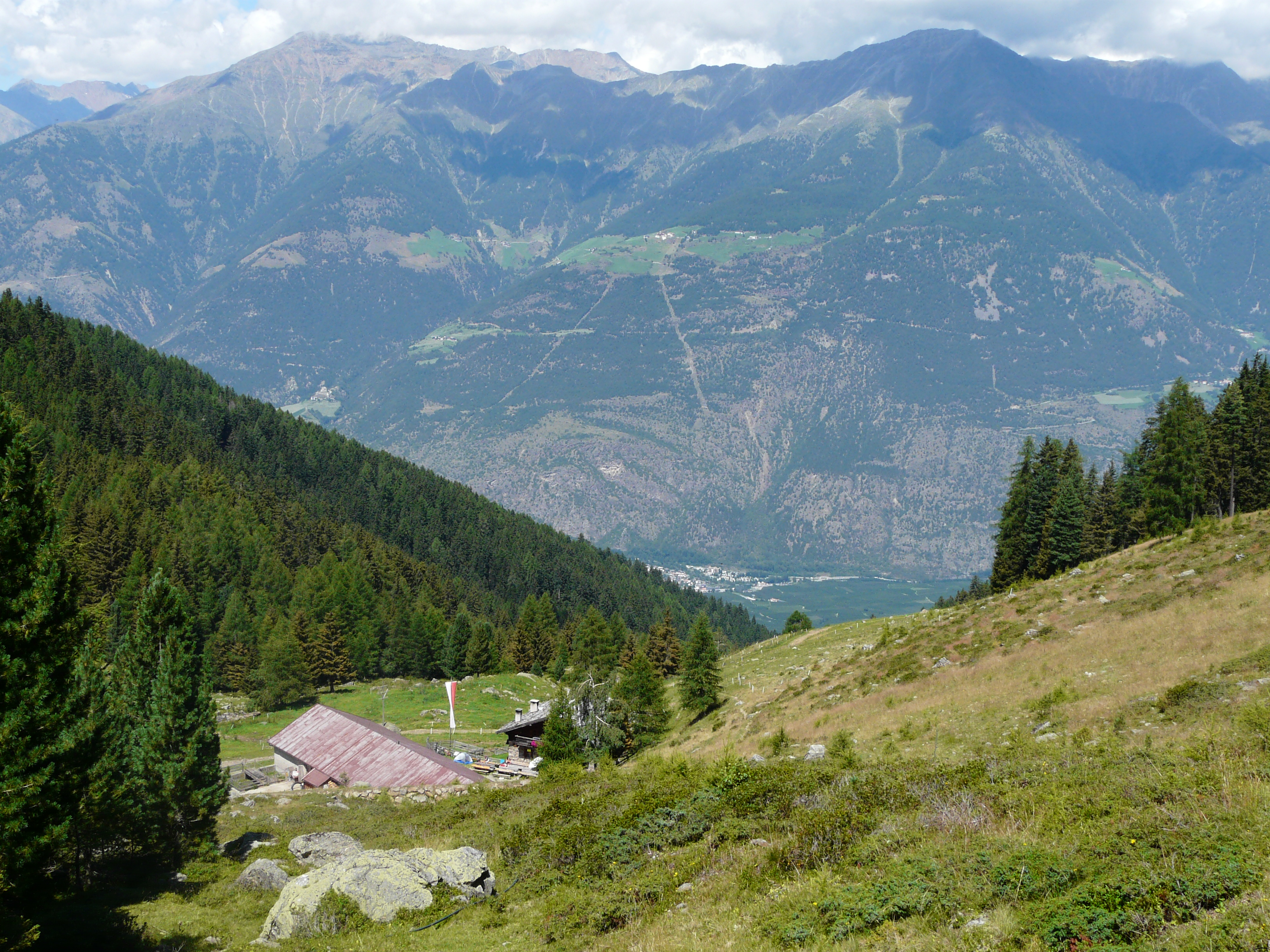

46°39′32″N 10°52′14″E / 46.659021°N 10.870666°E
費爾莫伊峰（義大利語：Vermoispitze），是意大利的山峰，位於該國東北部，由博爾扎諾-南蒂羅爾自治省負責管轄，屬於奧茨塔爾阿爾卑斯山脈的一部分，海拔高度2,929米。